# 蔡巴寺
蔡巴寺，俗称“扬庚寺”，位于西藏自治区拉萨市城关区蔡公堂乡，是一座藏传佛教格鲁派寺院。
蔡巴寺、贡塘寺是原来的藏传佛教蔡巴噶举派（达布噶举派四大支系之一）的主寺。

## 历史
蔡巴寺坐落在拉萨市驻地以东，拉萨河南岸的蔡公堂乡，距离拉萨市区10公里。当地群众称之为“扬庚寺”。它是蔡巴噶举派的创始人向·尊珠扎巴于1175年（藏历第三绕迥木羊年）发起修建。“蔡巴噶举”即由蔡巴寺而得名。
1193年（藏历第三绕迥木虎年、宋绍熙五年）向·尊珠扎巴圆寂后，蔡巴噶举派的宗教活动由蔡巴寺和贡塘寺的堪布主持。两寺的实权被向·尊珠扎巴侍者达玛宣奴掌握，再被他的后辈叔侄相承。达玛宣奴的侄孙意希迥乃时期，蔡巴噶举派兼并了很多的古麦村寨，权势日渐扩大，辖区有“四部八支”之称。意希迥乃的继承者是噶尔·杰哇迥乃的儿子桑结额朱。噶尔家族自此直接控制蔡巴噶举派。
桑结额朱继任蔡巴寺和贡塘寺的寺主时，元世祖忽必烈派员赴西藏分封十三万户，当时蔡巴受封为蔡巴万户，万户长为桑结额朱。桑结额朱的儿子仁钦坚赞继任万户长后，曾到北京朝贡，忽必烈封赐其土地，并且赐金印、诰命，此时蔡巴已经成为前藏实力最强大的三个万户之一，蔡巴噶举派已降为蔡巴万户的附属。仁钦坚赞有三子：长子尼玛喜饶，曾随八思巴赴北京见过忽必烈，接受忽必烈赐给的封号及诰命；次子噶德衮布，据说曾7次到内地，因受元朝支持，在地方上颇有势力，他还将内地的刻板印刷技术带回西藏，促进了西藏学术及文化发展；三子仁钦旺秋，是位出家僧人。噶德衮布的孙子蔡巴·贡噶多吉是藏族历史上的知名人物，曾到内地向元朝朝贡。他以编纂《甘珠尔目录》而知名，后来一些《甘珠尔》刻本是以他编纂的《甘珠尔目录》为蓝本刊行。他在1346年撰写出了《红史》，为研究西藏历史的重要著作。
蔡巴·贡噶多吉时期，蔡巴噶举曾联合萨迦（创始者为昆·贡却杰波）、雅桑（创始者为雅桑·却吉门兰）势力，共同与帕竹（创始者为帕木竹巴·多吉杰波）作战。当时，帕竹已经是西藏最强的地方势力。最终，蔡巴、萨迦、雅桑均被帕竹击败，蔡巴的辖地几乎全部被帕竹夺取，蔡巴的势力自此衰落。蔡巴·贡噶多吉之子格雷桑布曾受元朝的司徒封号，其子孙在明朝时仍拥有“都指挥使”的官衔，但已无多大势力。蔡巴噶举派随蔡巴领主的失势而衰落。蔡巴寺、贡塘寺在元朝末年改为桑浦寺的属寺；格鲁派兴起后又改宗格鲁派，蔡巴噶举派的传承自此断绝。 
蔡巴寺后期被毁，如今的蔡巴寺是1950年代初重建。

## 建筑
蔡巴寺1950年代初重建后，规模比原来小得多，原来措钦大殿内有长柱4根、短柱36根，现存措钦大殿内有长柱4根、短柱8根。措钦大殿后面及两侧的佛殿原来供奉释迦牟尼的泥塑像两尊、合金铜铸造的向·尊珠扎巴像一尊，另外也有释迦牟尼、药师、先知王、宣法海、边善胜祥、纯金无垢、妙音王、妙相普宣吉祥镀金铜像、35尊忏悔佛（释迦佛与三十五佛一起坐禅，对凡是有“五无间”的罪人展开忏悔、训化的场景。三十五佛依次是：释迦牟尼佛、金刚不坏佛、宝光佛、龙尊王佛、精进军佛、精进喜佛、宝火佛、宝月光佛、现无愚佛、宝月佛、无垢佛、勇施佛、清净佛、清净施佛、婆留那佛、水灭佛、竖德佛、梅檀功德佛、无量枸光佛、光德佛、无忧德佛、那罗延佛、功德毕佛、莲花光游戏神通佛、财功德佛、德念佛、善名称功德佛、红尖幢王佛、善游步功德佛、斗战胜佛、善游步佛、周市北严功德佛、宝佛游步佛、宝莲花善德婆罗树王佛）神像等等。殿内原来存放着用金、银、墨等写成的《甘珠尔》以及不少唐卡，如今已不存。
蔡巴寺的附属建筑有三座小寺：
- 卫林寺：位于蔡巴寺西南约150米处。卫林寺是二层藏林建筑，又称“卫林扎仓”，建造者是仲钦·嘎第白。经堂有长柱2根、短柱20根。经堂后面有3座神殿：中间佛殿供奉三世佛、无量寿佛、八药师佛塑像；西侧佛殿供奉四臂依怙神等等；东侧佛殿供奉护法神等等。[4]
- 乃琼寺：位于蔡巴寺东北约80米处。乃琼寺又称 “乃琼殿”，是一层建筑，主供“琼”和两位护法神。[4]
- 居敏寺：位于蔡巴寺西南约500米处。居敏寺是二层藏式楼房，措钦大殿有柱42根，后部是佛殿，供奉有佛像。居敏寺原来是拉萨上密院、下密院的前身，后为上密院、下密院的属寺。[4]